# Phratora vitellinae
Phratora vitellinae es un coleóptero de la familia Chrysomelidae, descrita en 1758 por Linnaeus.
Se alimenta de Populus y Salix. Se encuentra en Europa y Asia.